# 65885 Lubenow
65885 Lubenow este un asteroid din centura principală de asteroizi.

## Descriere
65885 Lubenow este un asteroid din centura principală de asteroizi. A fost descoperit pe 27 decembrie 1997 la Stația Anderson Mesa de Marc W. Buie. Asteroidul prezintă o orbită caracterizată de o semiaxă mare de 2,35 ua, o excentricitate de 0,04 și o înclinație de 5,8° în raport cu ecliptica.